# Нереида (спутник)
Нереи́да (др.-греч. Νηρεΐς, англ. Nereid) — спутник Нептуна, открытый 1 мая 1949 года Джерардом Койпером. Назван в честь нереид — морских нимф из греческой мифологии. Диаметр Нереиды — 340 км, это третий по величине спутник Нептуна (после Тритона и Протея). Её орбита имеет один из самых больших эксцентриситетов среди спутников Солнечной системы (0,75), её расстояние до Нептуна колеблется от 1,4 до 9,6 млн км (в среднем 5,5 млн км). Высокий эксцентриситет орбиты говорит о том, что спутник, возможно, является астероидом или объектом пояса Койпера, захваченным Нептуном. Долгое время Нереида считалась самым удалённым спутником Нептуна.
В 1989 году мимо Нептуна пролетала АМС «Вояджер-2». Нереида в тот момент находилась на расстоянии 4,7 млн км (не в самой близкой точке своей орбиты). С такого большого расстояния получить подробные снимки Нереиды не удалось. Нереида остаётся одним из самых малоизученных спутников в Солнечной системе.